# افزایش کوچک ولی معنی‌دار و پایدار در قیمت‌ها
در مباحث حقوقی قانون رقابت پیش از اینکه به بررسی قدرت بازار یک بنگاه بپردازند، لازم است تعریف مشخصی از بازار کالا یا خدمات مورد نظر (بازار مربوط) ارائه شود. به عبارت دیگر در قانون رقابت، پیش از هر نوع قانون‌گذاری یا قضاوت قضایی، باید تعریفی حقوقی از بازار مورد بحث، ارائه گردد. برای مثال وقتی قانون‌گذاران و ناظران دولتی به بررسی بازاری چون بازار محصولات خانگی می‌پردازند، پیش از هر اقدامی باید مشخص شود دقیقاً چه محصولاتی در چنین بازاری جای می‌گیرند یا به بیان فنی‌تر بایستی بازار مربوط به‌دقت تعیین شود.
شاخص یا تست افزایش کوچک ولی معنی‌دار و پایدار در قیمت یا افزایش کوچک ولی غیرقابل صرف نظر و پایدار در قیمت (به انگلیسی: Small but significant and non-transitory increase in price) به اختصار SSNIP، روشی برای تشخیص بازار مربوط در مباحث سازمان‌دهی صنعتی و قانون رقابت به‌شمار می‌رود. این شاخص در بسیاری از دعاوی قضایی قانون رقابت مانند اتهام سوء استفاده از قدرت بازار (به انگلیسی: abuse of dominance) یا اجازه/عدم اجازه ادغام دو یا چند بنگاه کاربرد دارد. ناظران دولتی و سایر نهادهای حقوقی ضد تراست برای جلوگیری از شکست بازار در مواردی چون انحصار کامل، انحصار چندجانبه یا کارتل از شاخص افزایش کوچک ولی غیرقابل صرف نظر و پایدار در قیمت استفاده می‌کنند.

## تاریخچه
در سال ۱۹۸۲ وزارت دادگستری ایالات متحده آمریکا (به انگلیسی: United States Department of Justice) ضمن انتشار قوانین ادغام جدید خود، تست افزایش کوچک ولی غیرقابل صرف نظر و پایدار در قیمت(SSNIP) را به‌عنوان روشی نوین برای تعیین بازار مربوط و تشخیص قدرت بازار معرفی کرد. در سال ۱۹۹۲ در مناقشه معروف دو شرکت تولید مواد و محصولات غذاییِ نستله (به انگلیسی: Nestlé) و پریِر (به انگلیسی: Perrier) برای اولین بار از این شاخص در اتحادیه اروپا استفاده شد. در سال ۱۹۹۷ کمیسیون اروپا در مجموعه قوانین تشخیص بازار مربوط، رسماً از این شاخص نام برد.
در ادبیات آکادمیک، سال ۱۹۸۲ بود که پروفسور مایک شِرِر (به انگلیسی: M. Scherer) از مدرسه جان اف کندی دانشگاه هاروارد طی یک مقاله مروری به بررسی تاریخچه این شاخص در ادبیات سازمان صنعتی
و مناقشه‌های حقوقی شرکت‌ها در تاریخ صنعتی ایالات متحده پرداخت. وی اشاره می‌کند «اولین پژوهش‌ها پیرامون مفهوم این شاخص به تلاش‌های اقتصاددان دیوید آدلمن (به انگلیسی: David Adelman) از دانشگاه آستون بازمی‌گردد.» همچنین پژوهشگرانی در دهه ۱۹۷۰ به فرموله‌کردن و ارائه روشی کمی از این شاخص همت گماردند. سه مناقشه حقوقی مهم صنعتی در دهه‌های ۱۹۶۰ و ۱۹۷۰ در ذیل میاحث قوانین رقابت و سازمان‌دهی صنعتی ایالات متحده بر توسعه این شاخص مؤثر بود تا در نهایت این شاخص رسماً در مجموعه قوانین ادغامِ وزارت دادگستری ایالات متحده آمریکا جای گرفت.

## اندازه‌گیری
شاخص یا تست افزایش کوچک ولی غیرقابل صرف نظر و پایدار در قیمت(SSNIP) در عمل کوچیک‌ترین بازار مربوط یک انحصارگر فرضی را مشخص می‌کند. بازاری که در آن انحصارگر فرضی می‌تواند به شکل سودآوری قیمت کالا یا خدمت تولیدی خود را افزایش دهد. بازار مربوط شامل دسته‌ای از کالا یا خدماتی است که توسط مصرف‌کنندگان جایگزین یکدیگر می‌شوند و تمام این محصولات به‌طور فرضی توسط یک بنگاه تولید می‌شود. به این ترتیب این دسته محصولات یک بازار انحصاری را شکل می‌دهند. در صورتی که این تولیدکننده فرضی بتواند قیمت محصولات خود را به شکل سودآوری افزایش دهد یا به‌عبارت دیگر با افزایش قیمت محصولات، مصرف‌کنندگان کالا یا خدمات دیگری را جانشین این محصولات نکنند، بازار مورد بررسی یک بازار انحصاری ارزشمند است.
تست افزایش کوچک ولی غیرقابل صرف نظر و پایدار در قیمت(SSNIP) در عمل به بررسی تصمیمات مصرف‌کنندگان در قبال بنگاه انحصاری فرضی می‌پردازد. ابتدا دسته‌ای از کالا و خدمات به‌عنوان بازار مربوط احتمالی انتخاب می‌شود که در آن یک انحصارگر فرضی آن را تولید می‌کند. در صورتی که بنگاه، قیمت محصولات تولیدی خود را افزایش دهد (مثلاً ۵ درصد)، منطقاً تعدادی از مصرف‌کنندگان از مصرف این دسته از کالا و خدمات منصرف شده و کالا و خدمات دیگری را جایگزین آن می‌نمایند. اگر تعداد این مصرف‌کنندگان به اندازه کافی زیاد باشد، انحصارگر فرضی نمی‌تواند از این افزایش قیمت منتفع گردد؛ بنابراین در این حالت بازار فرضی مورد بررسی یک بازار مربوط نیست؛ چراکه شامل کلیه کالا و خدماتی که در عمل جانشین هم می‌شوند نیست. به این ترتیب با انتخاب دسته‌ای بزرگتر از کالا و خدمات و بزرگتر شدن بازار فرضی مورد بررسی، مجدداً تحلیل اخیر انجام می‌شود تا جایی‌که انحصارگر فرضی از افزایش کم ولی غیرقابل صرف نظر و پایدار قیمت منتفع گردد. دقیقاً در چنین حالتی به یک بازار مربوط دست یافتیم. بازاری که شامل کلیه کالا و خدماتی است که در آن رقابت تحقق می‌یابد و مصرف‌کنندگان آن‌ها را جانشین یکدیگر می‌کنند. در واقع تنها در صورتی یک بازار فرضی، بازار مربوط است که یک بازار انحصاری ارزشمند باشد.
چنین تعریفی از شاخص/تست افزایش کوچک ولی غیرقابل صرف نظر و پایدار در قیمت(SSNIP) عملاً تشخیص یک مقدار بحرانی در برآورد کشش قیمتی تقاضا است. افزایش قیمت در حالی که کشش قیمتی تقاضا بیش از واحد باشد، به توسعه بازار کالا و خدمات فرضی و رهیافت به بازار مربوط می‌انجامد.
از طرفی برآورد کشش قیمتی تقاضا همواره ممکن نیست. در چنین مواردی راه حل جایگزین برای استفاده از شاخص/تست افزایش کوچک ولی غبرقابل صرف نظر و پایدار در قیمت(SSNIP) تحت عنوان برآورد فروش از دست رفته بحرانی توسعه یافته‌است. فروش از دست رفته بحرانی حداکثر فروش از دست رفته حاصل از افزایش قیمت محصولات انحصارگر فرضی است به طوری که سود بنگاه افزایش نیابد. زمانی که فروش از دست رفته انحصارگر فرضی از میران فروش از دست رفته بحرانی کمتر باشد، افزایش (مثلاً ۵ درصدی) قیمت باعث افزایش سود بنگاه شده و به این ترتیب بازار مربوط به‌خوبی تعیین می‌شود.

## مثال
این تست به بررسی این پرسش می‌پردازد که بنگاه انحصاری فرضی با افزایش قیمت (مثلاً ۵ یا ۱۰ درصد)، چه تعداد از مشتریان خود را از دست می‌دهد؟! آیا بنگاه انحصاری فرضی می‌تواند به شکل سودآوری قیمت خود را افزایش دهد؟! برای تحلیل این موضوع، بررسی متغیرهایی چون قیمت، هزینه، فروش و درآمد برای یک دوره به اندازه کافی بلند الزامی است. به این ترتیب می‌توان به کمک برآورد کشش قیمتی کالا و خدمات، بازار مربوط را تشخیص داد.
در زیر با ارائه مثالی کمی از این تست، این مقاله را به پایان می‌رسانیم:

### مرحله اول
فرض کنید در تشخیص یک بازار مربوط به روش SSNIP ابتدا محصول الف به‌عنوان بازار فرضی در نظر گرفته شود. تولید کل، قیمت بازار و همچنین هزینه متغیر تولید این محصول به صورت زیر است:
قیمت: ۱۰
تعداد (تقاضا): ۱۰۰۰
هزینه متغیر: ۵
بر اساس روش‌شناسی تست SSNIP، یک تولیدکننده انحصاری فرضی، کلیه این محصولات را تولید می‌کند. به این ترتیب سود چنین بنگاهی برابر حاصل تفاضل درآمد کل بنگاه و هزینه کل آن است:
1000×10–1000×5=5000
حال فرض کنید بر اساس داده‌های موجود در صورتی که این بنگاه قیمت محصول خود را ۱۰ درصد افزایش دهد، تقاضا محصول به ۸۰۰ واحد کاهش می‌یابد. به عبارت دیگر مصرف‌کنندگان، به میزان ۲۰۰ واحد، محصولات دیگر را جانشین این محصول می‌کنند. به‌طور خلاصه در شرایط جدید داریم:
قیمت: ۱۱
تقاضا: ۸۰۰
هزینه نهایی: ۵
و در نتیجه سود بنگاه برابر است با:
800×11–800×5=4800
همان‌طور که مشاهد می‌شود در شرایط جدید و با افزایش ده درصدی قیمت، بنگاه متضرر می‌شود. (کافی است اعداد ۵۰۰۰ و ۴۴۸۰۰ را با یکدیگر مقایسه نمایید) بنابراین چنین بازاری یک بازار انحصاری ارزشمند نیست. به عبارت دبگر ابن بازار یک بازار مربوط نیست.

### مرحله دوم
بر اساس روش‌شناسی تست SSNIP، اکنون برای تشخیص بازار مربوط محصولات، باید دسته کالا و خدمات مورد بررسی را گسترش دهیم. فرض کنید این بار محصولات الف، ب و ج را به عنوان بازار فرضی بررسی می‌کنیم. اطلاعات این محصولات به شرح زیر است:
الف: قیمت: ۱۰؛ تقاضا: ۱۰۰۰؛ هزینه متغیر: ۵
ب: قیمت: ۱۳؛ تقاضا: ۸۰۰؛ هزینه متغیر: ۴
ج: قیمت: ۹؛ تقاضا: ۱۱۰۰؛ هزینه متغیر: ۴
سود یک بنگاه انحصاری که به تولید هر سه محصول فوق می‌پردازد برابر است با:
10×1000–5×1000
+800×13–800×4
+1100×9–1100×4
=5000+7200+5500
=17200
اکنون در این حالت فرض کنید مجدداً بنگاه فرضی مورد بررسی قیمت محصول الف را ده درصد افزایش دهد. ضمن این افزایش قیمت، تقاضا این محصول در یازار ۲۰۰ واحد کم شده؛ در حالی که تقاضا محصولات ب و ج هر کدام ۱۰۰ واحد افزایش می‌یابد. در شرایط جدید داریم:
الف: قیمت: ۱۱؛ تقاضا: ۸۰۰؛ هزینه متغیر: ۵
ب: قیمت: ۱۳؛ تقاضا: ۹۰۰؛ هزینه متغیر: ۴
ج: قیمت: ۹؛ تقاضا: ۱۲۰۰؛ هزینه متغیر: ۴
در نتیجه سود بنگاه برابر است با:
10×800–5×800
+900×13–900×4
+1200×9–1200×4
=4800+8100+6000
=18900
همان‌طور که مشخص است در حالت جدید و با افزایش ده درصدی قیمت کالا الف، سود بنگاه انحصاری فرضی افزایش یافته‌است. علت این پدیده آن است که در بازار فرضی جدید، با کاهش تقاضا محصول الف، تقاضا ب و ج افزایش یافته‌است که از قضا تولید این دو محصول نیز به صورت انحصاری در دست بنگاه فرضی است؛ لذا کاهش سود ناشی از افت تقاضا کالا الف با افزایش سود حاصل از افزایش تقاضا ب و ج جبران می‌شود. در واقع با گسترش سبد محصولات مورد بررسی، به بازاری دست یافتیم که مصرف‌کنندگان محصولات را با یکدیگر جانشین می‌کنند و در صورت افزایش قیمت یکی، دیگر محصولات را جانشین می‌کنند. این همان بازار مربوط مورد انتظار است.